# Spoj na zavolání
Radiobus či spoj na zavolání se nazývá způsob linkové autobusové nebo minibusové dopravy, při němž jsou sice v jízdním řádě uvedeny konkrétní spoje v určenou trasou a časy jízdy, avšak spoj vyjede pouze za podmínky, že alespoň jeden cestující potvrdí (například telefonicky), že hodlá spoj použít. Jedná se o druh poptávkové dopravy, která má tradici již desítky let v mnoha zemích.
Takový systém se používá v některých místech Nizozemska, od prosince 2003 jej společnost AUDIS BUS s. r. o. zavádí v městské dopravě v oblasti Orlických hor, od června 2011 ČSAD Autobusy České Budějovice a. s. na regionálních linkách v oblasti Milevska.
Společnost Audis Bus nazývá slovem radiobus i další formy poptávkové dopravy využívající univerzálních vozidel a objednávání dopravy prostřednictvím dispečinku, které mají fakticky blíže k příležitostné dopravě, taxislužbě nebo k zvláštní linkové dopravě než k veřejné linkové dopravě a jsou zaměřené například na přepravu zaměstnanců, dětí do škol, školek a stacionářů, tělesně postižených osob či seniorů, turistů po horách nebo jako doplnění veřejné dopravy ve městech, a dokonce i služby, které nejsou vázány na telefonickou objednávku. Některé skupiny (tělesně postižené, malé děti) doprovází v případě potřeby ve vozidle odborný asistent obvykle poskytnutý dopravcem.

## Radiobusy v Česku
Od 14. 12. 2003 zavedla radiobus firma AUDIS BUS s. r. o. v městské hromadné dopravě města Rychnov nad Kněžnou a zkušebně od 1. 10. 2004 v Týništi nad Orlicí. Používá jej v kombinaci s pevně stanovenými spoji pravidelné linky. Spoje Radiobusu jsou vloženy do dopravních sedel, večerů, sobot a nedělí. Český právní řád neumožňuje tyto spoje považovat za linkovou dopravu, a proto spoje Radiobusu nejsou zařazeny v celostátním informačním systému o jízdních řádech a na něj navazujících vyhledávačích spojení a je problém s jejich začleněním do dotovaného systému dopravní obslužnosti. Doplňkovou službou je též rozvoz cestujících v trase podle potřeby od večerních vlaků přijíždějících na rychnovské nádraží. V mezičasech se vozidla používají k přepravě handicapovaných dětí, vozíčkářů nebo seniorů apod. Společnost v následujících letech rozšířila služby i o systém RadioBus Turista, která slouží zároveň jako cyklobus i skibus, RadioBus Partner pro rozvoz cestujících od večerních vlaků, svoz a rozvoz seinorů po nákupních centrech a přeprava dětí do zájmových kroužků a zpět, a RadioBus Asistent pro pravidelnou přepravu handicapovaných dětí do škol a stacionářů, a řadu dalších cílených služeb (doprava na zahrádky, na koupaliště atd.).
V únoru 2009 město Přelouč v návrhu zavedení městské autobusové dopravy předpokládalo, že v úsecích s malým využitím bude autobus jezdit jen na SMS objednání jako radiobus, přičemž v těchto spojích by jízdné bylo vyšší o například pětikorunový příplatek, a o víkendech měl mít podle navrženého jízdního řádu veškerý provoz charakter radiobusu. Od návrhu provozovat některé spoje formou radiobusu město ustoupilo, protože by bylo komplikované vyúčtování takové služby.
V prosinci 2009 oznámil Orlický deník, že firma AUDIS BUS zřejmě již od roku 2010 zavede v České Třebové radiobusovou dopravu. Tato služba nemá konkurovat linkám ČSAD Ústí nad Orlicí, ale má pokrýt časy, v nichž nyní doprava není zajištěna. Dopravu mají zajišťovat dvě vozidla značky Mercedes s kapacitou po 22 cestujících. Starosta České Třebové Jaroslav Zedník uvažuje i o tom, že by vozidla sloužila i jako školní autobusy, pro přepravu seniorů, přepravu imobilních občasnů do stacionáře, přepravu zaměstnanců firem atd. s možností expanze do širšího regionu, zájem projevily Svitavy a Lanškroun. Podle zprávy MF Dnes z prosince 2009 chystá město Česká Třebová společně s Audis Bus od počátku roku 2011 (otevření nového dopravního terminálu) zkušebně na rok poptávkovou dopravu v příměstských trasách dvěma minibusy Mercedes s kapacitou pro 22 cestujících a jednalo se o rozšíření systému do měst Lanškroun, Litomyšl a Svitavy.
V únoru 2011 Jihočeský kraj oznámil, že od 12. června 2011 do konce roku má být v oblasti Milevska zkoušen provoz radiobusů dopravce ČSAD Autobusy České Budějovice, které mají podmíněně jezdit podle jízdního řádu především jako návazné linky k páteřním, autobusovým linkám. Je to jedno z koncepčních opatření organizace JIKORD s. r. o., kterou kraj pro organizování dopravní obslužnosti založil v roce 2010. Forma radiobusů je navržena například pro některé autobusové i minibusové spoje linky 360055 Milevsko - Nadějkov - Starcova Lhota, pro večerní spoje v trase Chyšky – Nadějkov a zpět na lince 360054, dopolední a večerní pár spojů Milevsko – Petrovice – Kovářov, Chrást na lince 360058 nebo řada spojů v trase Milevsko – Chyšky a Chyšky – Chyšky, Hněvanice na lince 360052. Služba je zaváděna pod názvem „spoj na zavolání“, objednávat je možno nejen telefonicky na dispečinku (pouze v pracovní době v pracovních dnech), ale i u kteréhokoliv řidiče téhož dopravce, a to tři dny až třicet minut před odjezdem spoje z výchozí zastávky, skupiny o více než 5 osobách nejméně 1 pracovní den předem. Dopravce předpokládá úsporu 60 % nákladů u nevytížených spojů. Pro zajištění mají být použita vozidla SOR 9,5, SOR 10,5, FIAT Scudo pro 8 cestujících a Iveco Daily až pro 25 cestujících. K okamžitému plánování dopravy i odbavování slouží na vozidlech palubní jednotky EM 126i MIJOLA. V místech přestupů na páteřní linky je zajištěna návaznost, jízdenky jsou přestupní.
V Praze byla od 1. března 2009 do systému PID začleněna nelinková mikrobusová přeprava držitelů průkazu ZTP nebo ZTP/P podle individuálních požadavků (objednávek) cestujících, provozovaná společností Societa o. p. s., avšak jako radiobus se neoznačuje.
Ve Valašském Meziříčí byl od 1. května 2012 zaveden tříměsíční zkušební provoz formou radiobusu na málo využívaných spojích u čtyř stávajících linek MHD (946501, 946503, 946505, 946507). Jízdné je shodné jako v běžných spojích. Jízdu je nutno objednat telefonicky nejpozději 30 minut předem.
V Jihomoravském kraji je v rámci Integrovaného dopravního systému Jihomoravského kraje provozována linka 830 z Vranova nad Dyjí přes Šumnou a Bítov do Lubnice. V rámci této linky jsou dva spoje, které zajíždějí do obce Zblovice pouze na základě předchozího telefonátu či požádání v autobuse.